# Ostrów (powiat proszowicki)
Ostrów – wieś w Polsce położona w województwie małopolskim, w powiecie proszowickim, w gminie Proszowice.
Wieś duchowna, własność Opactwa Benedyktynek w Staniątkach położona była w drugiej połowie XVI wieku w powiecie proszowskim województwa krakowskiego.
W latach 1975–1998 miejscowość należała administracyjnie do województwa krakowskiego.

## Części wsi
| SIMC    | Nazwa | Rodzaj    |
| ------- | ----- | --------- |
| 0332104 | Janów | część wsi |

## Położenie
Wieś położona jest w odległości około 8 km na północny wschód od Proszowic. Wieś administracyjnie położona jest w województwie małopolskim, na północny wschód od Krakowa, w gminie Proszowice w powiecie proszowickim. Pod względem historycznym i kulturowym Ostrów leży w Małopolsce, w ziemi krakowskiej.

## Historia
- 1238 – wymieniono wieś Ostrow.
- 1242 – wieś ta wymieniona jest w dokumencie Konrada I, księcia mazowieckiego, potwierdzającego posiadanie jej przez klasztoru benedyktynek w Staniątkach, spisanego w Krakowie. Wcześniej wieś wraz z wieloma innymi miejscowościami darował klasztorowi jego fundator Klemens, kasztelan krakowski.
- Połowa XV wieku – według Jana Długosza: było we wsi 22 łany kmiece i wyborny (optimum) folwark klasztorny, na trzy pola podzielony, z łąkami. Łany kmiece dają klasztorowi (w Staniątkach) po 20 skotów czynszu, po 2 kapłony a z nimi 2 grosze, 20 jaj, 2 sery, 2 korce owsa i 6 denarów; za miodowe i oprawne po pół grosza. Na Boże Narodzenie, Wielkanoc i Narodzenie Matki Boskiej po groszu i w te ostatnie święto po 2 koguty. Dziesięcinę dają biskupowi krakowskiemu wartości 20 grzywien. Folwark jej nie daje. Jest we wsi karczma, daje 3 grosze grzywny czynszu, i dwóch ogrodziarzy z rolą, dających po fertonie i 1 dniu pieszym roboty na tydzień.
- 1581 – było tu 18 łanów kmiecych, 3 ogrodziarzy z rolą, 6 komorn (komorników), bez bydła.
- 1789 – wymieniono 59 domów we wsi, w tym dwór i browar.
- 1827 – według spisu ludności były we wsi 54 domy i 307 mieszkańców.
- 1839 – na mapie oznaczony zespół dworski (bez znaków "dwór") z ogrodami i stawami.
- 1885 – wymieniony jako: wś i folwark pow. Miechowski, gm. Klimontów, parafia Kościelec. Leży w pobliżu drogi bitej ze Skalbmierza do Słomnik, odległość 21 w. od Miechowa. Dobra Ostrów składają się w 1885 roku z folwarku Ostrów i Janów oraz wsi Ostrów. Rozległość dominalna mórg 971: folwark Ostrów grunta orne i ogród mr. 584, łąk mr. 41, nieużytki mr. 24, razem mr. 649; budynków murowanych 4 z drzewa 20; płodozmian 11-polowy. Folwark Janów gruntów ornych i ogrodów mr. 203, łąk mr. 25, pastwisk mr. 2, lasu mr. 86, nieużytki mr. 6, razem mr. 322; budynków z drzewa 3; płodozmian 9-polowy; las nieurządzony. Wś Ostrów osób 49, z gruntami mr. 268.
- 1895 – urodził się tutaj Andrzej Deskur (zm. 1969), syn Józefa Deskura. Andrzej Deskur był ostatnim właścicielem majątku w Sancygniowie do 1945 roku[7].
- W okresie międzywojennym – folwark własnością Róży z Deskurów Michalskiej (ur. 1898 zm. 1985)[7].
- 17 sierpnia 1944 – samolot aliancki z 31 dywizji RAF, po dokonaniu zrzutu dla powstańców warszawskich został zestrzelony i rozbił się w Ostrowie. Z kraksy, spośród 8 członków załogi ocalał tylko II pilot z RPA[8].
- 1945 – zespół folwarczno-parkowy zdewastowany przez miejscową ludność.
- Lata 70.XX wieku – rozebrano murowany spichlerz folwarczny z połowy XIX wieku.
- 1982 – budowa kaplicy pw. św. Ducha. Jest kaplicą filialną parafii pw. św. Wojciecha w Kościelcu.
- 23 sierpnia 1992 – wmurowanie w ścianę Szkoły Podstawowej tablicy pamiątkowej poświęconej załodze rozbitego 17 sierpnia 1944 roku alianckiego Liberatora.
- 2004 – rozebrano oficynę pofolwarczną z końca XIX lub początku XX wieku.
- 2017 – wieś zwyciężyła w konkursie zorganizowanym przez Samorząd Województwa Małopolskiego – została uznana za najpiękniejszą i najbardziej urokliwą wśród wszystkich małopolskich wsi[9].

## Zabytki
- Kapliczka słupowa datowana na XVII lub XVIII w., w stylu barokowym. Położona przy drodze wojewódzkiej nr 776. Jest w formie kamiennej kolumny, nakrytej prostokątnym zwieńczeniem z kolumienkami, w środku rzeźba Matki Boskiej. Ewentualne napisy i data zatarły się.
- Kapliczka murowana przy drodze wojewódzkiej nr 776, z końca XIX wieku, przebudowana w latach 30.XX wieku i 2008 roku. Wzniesiona na planie prostokąta, nakryta jest dachem dwuspadowym z drewnianą sygnaturką na kalenicy. Wewnątrz znajduje się ołtarz z końca XIX wieku utrzymany w tradycji barokowej.
- Kamienna figura z 1841 roku położona w centrum wsi na skrzyżowaniu dróg, przedstawiająca rzeźbę Matki Boskiej Niepokalanie Poczętej.
- Figurka w lesie Ostrowskim, przedstawia rzeźbę Matki Boskiej na filarowym postumencie. Na filarze znajduje się płaskorzeźba, która przypuszczalnie przedstawia herb Deskurów, napis i data nie czytelne. Figurę można datować na okres pobytu w miejscowym folwarku Józefa Deskura, czyli koniec XIX wieku[10].
- Krzyż przy drodze do Posiłowa. Krzyż żeliwny z postacią Jezusa Chrystusa, osadzony na kamiennym filarze. Napis i data na filarze nie czytelne, całość datuje się na połowę XIX wieku.
- Krzyż kamienny z 1948 roku. Na filarze krzyża napis NA CHWAŁE BOGU CZŁONKOWIE SPUDZ. JUTRZENKA W OSTROWIE R. 1948. RADA NADZO. BUJAK FR., NOWAK EDW., WIECZOREK J., ŚWIECA J., MUSIAŁ WŁ., JANCZYK WIN., KOWALSKI J., OLENDER JUL., RÓZGA JAN.
- Budynek dawnej szkoły, drewniana z 1935 roku, przebudowana w latach 60. XX wieku.
- Zespół folwarczno-parkowy w Ostrowie. Po 1945 roku zdewastowany, rozebrano dwór, czworaki oraz budynki gospodarcze. W latach 70.XX wieku rozebrano okazały murowany spichlerz folwarczny z połowy XIX wieku, reprezentujący styl klasycystyczny. W 2004 roku rozebrano zdewastowaną i grożącą zawaleniem oficynę folwarczną z końca XIX lub początku XX wieku. Park zniszczony, układ kompozycji nie czytelny, wycięto wiele starych drzew, obecnie pozostały dwa szpalery, luźne pojedyncze drzewa głównie kasztany oraz resztki stawów w dolinie.
- Folwark w Ostrowie-Janowie. Składał się z drewnianych budynków gospodarczych i czworaków. Po 1945 roku wszystkie te budynki zostały rozebrane. Drewno z rozebranych budynków posłużyło okolicznym mieszkańcom do budowy domów. Po folwarku nie pozostał żaden ślad.

## Inne obiekty
- Kaplica pw. św. Ducha – wybudowana w 1982 roku, należy do parafii pw. św. Wojciecha w Kościelcu, pełni role kościoła filialnego. W kaplicy znajduje się późnobarokowy ołtarz główny z I połowy XVIII wieku, przeniesiony z kościoła parafialnego, gdzie znajdował się w nawie bocznej północnej (1 przęsło zachodnie). W ołtarzu, w części środkowej, umieszczony jest barokowy krucyfiks z XVIII wieku, dwie figury ołtarzowe przedstawiające postacie świętych są nowsze od ołtarza, utrzymane w stylu baroku. Ściany kaplicy są pokryte malowidłami z lat 80. XX wieku.
- Szkoła podstawowa im. Lotników Alianckich.
- Pamiątkowa tablica z brązu, wmurowana w 1992 r. w ścianę Szkoły Podstawowej[8] - poświęcona załodze alianckiego Liberatora z 31 Dywizjonu Bombowego R.A.F., zestrzelonego 17 sierpnia 1944 r. powracającego do Włoch po dokonaniu zrzutu dla Powstańców Warszawy. Treść tablicy:

"BOHATERSKIM LOTNIKOM ALIANCKIM /
205 GRUPY BOMBOWEJ 31 DYW. S.A.A.F. /
KTÓRZY NIOSĄC POMOC WALCZĄCEJ /
WARSZAWIE W CZASIE POWSTANIA /
ZGINĘLI ŚMIERCIĄ LOTNIKA /
W OSTROWIE W DNIU 17 SIERPNIA 1944 R. /
Z płonącego LIBERATORA uratował się /
2 Pilot /
Lieutenant JANNIE GROENEWALD lat 27 /
POLEGLI ZA POLSKĘ /
Major Pilot I.J.M. ODENDAAL S.A.A.R. lat 28 /
Lieutenant Observer B.T. LOXTON lat – /
Lieutenant W/OP. T.T. WATSON lat 21 /
Lieutenant W/OP. A.J. HASTINGS lat 23 /
W/O I.W/OP. J.B. ERASMUS lat 23 /
W/O II.A/G. J.A.C. STEEL lat 18 /
Sgt. A/B. G.T. ROBINSON R.A.F. lat – /
NIECH BÓG PRZYJMIE ICH OFIARĘ /
TABLICĘ TĄ PO WSZE CZASY /
UFUNDOWALI: /
ZWIĄZEK KOMBATANTÓW /
RZECZPOSPOLITEJ POLSKIEJ /
I BYŁYCH WIĘŹNIÓW POLITYCZNYCH /
KOŁO W PROSZOWICACH /
I MIESZKAŃCY OSTROWA /
1992"
- Remiza OSP – założona w 1940 roku. Początkowo mieściła się w spichlerzu folwarcznym. W latach 70. XX wieku został zbudowany obecny budynek remizy na terenie dawnego zespół folwarczno-parkowego. Po przeniesieniu OSP do nowego budynku spichlerz został rozebrany.
- Ogród pełen lawendy – pole lawendy usytuowane przy drodze gminnej w stronę Kadzic. Każdego roku w czerwcu organizowane są tutaj Małopolskie Dni Lawendy.

## Galeria

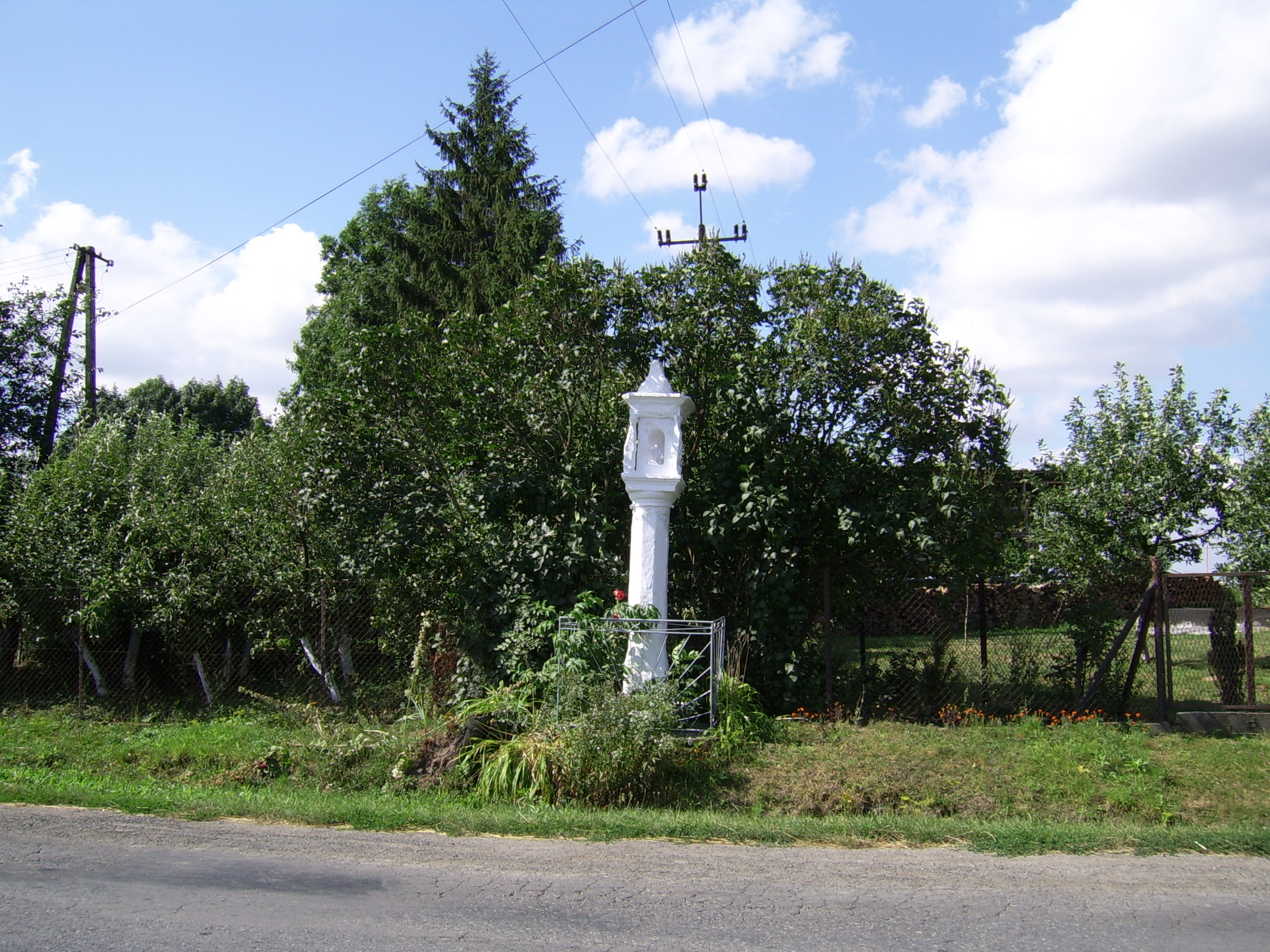
Kapliczka słupowa z XVII/XVIII w.
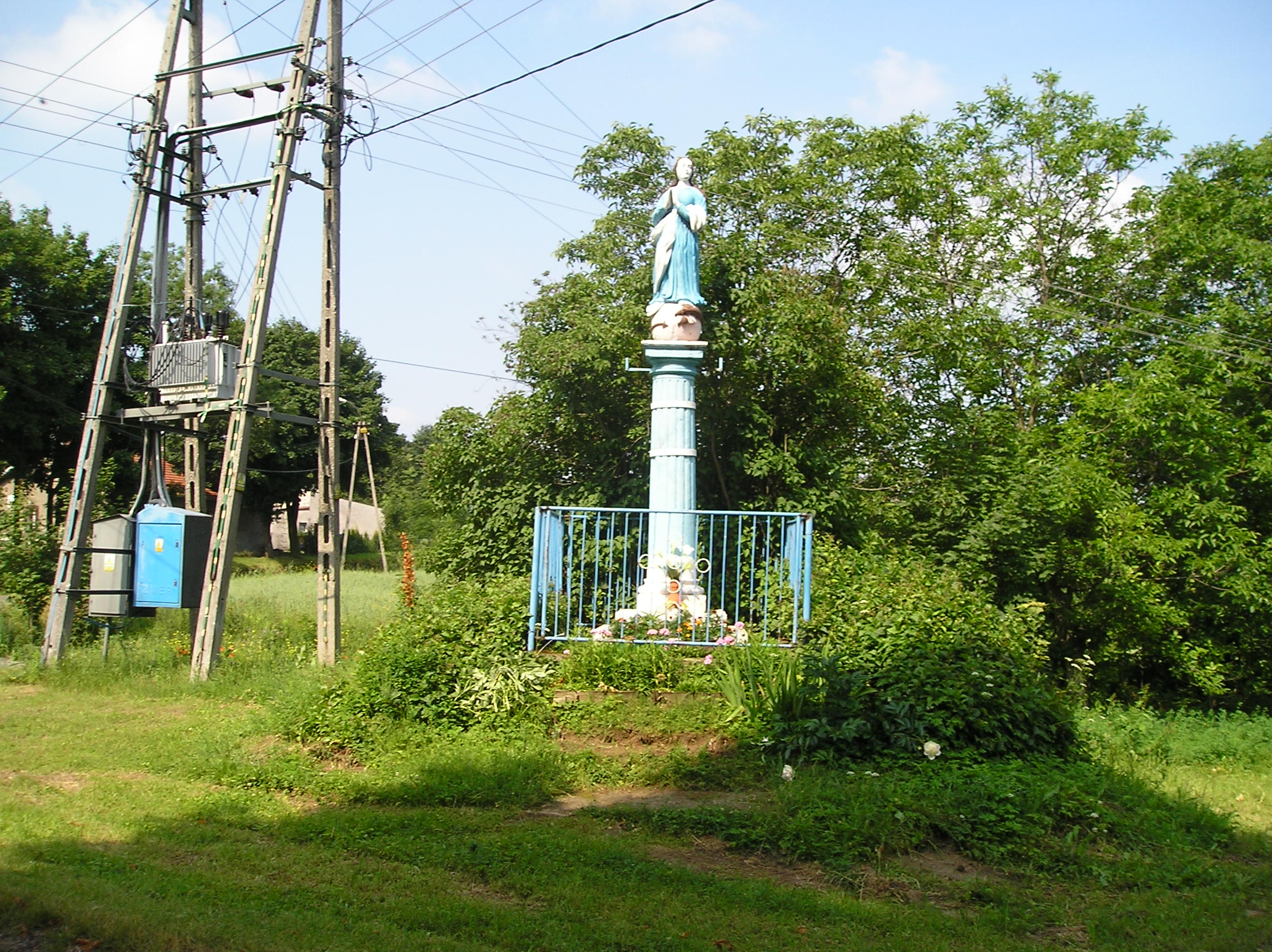
Figurka MBNP z 1841 r.
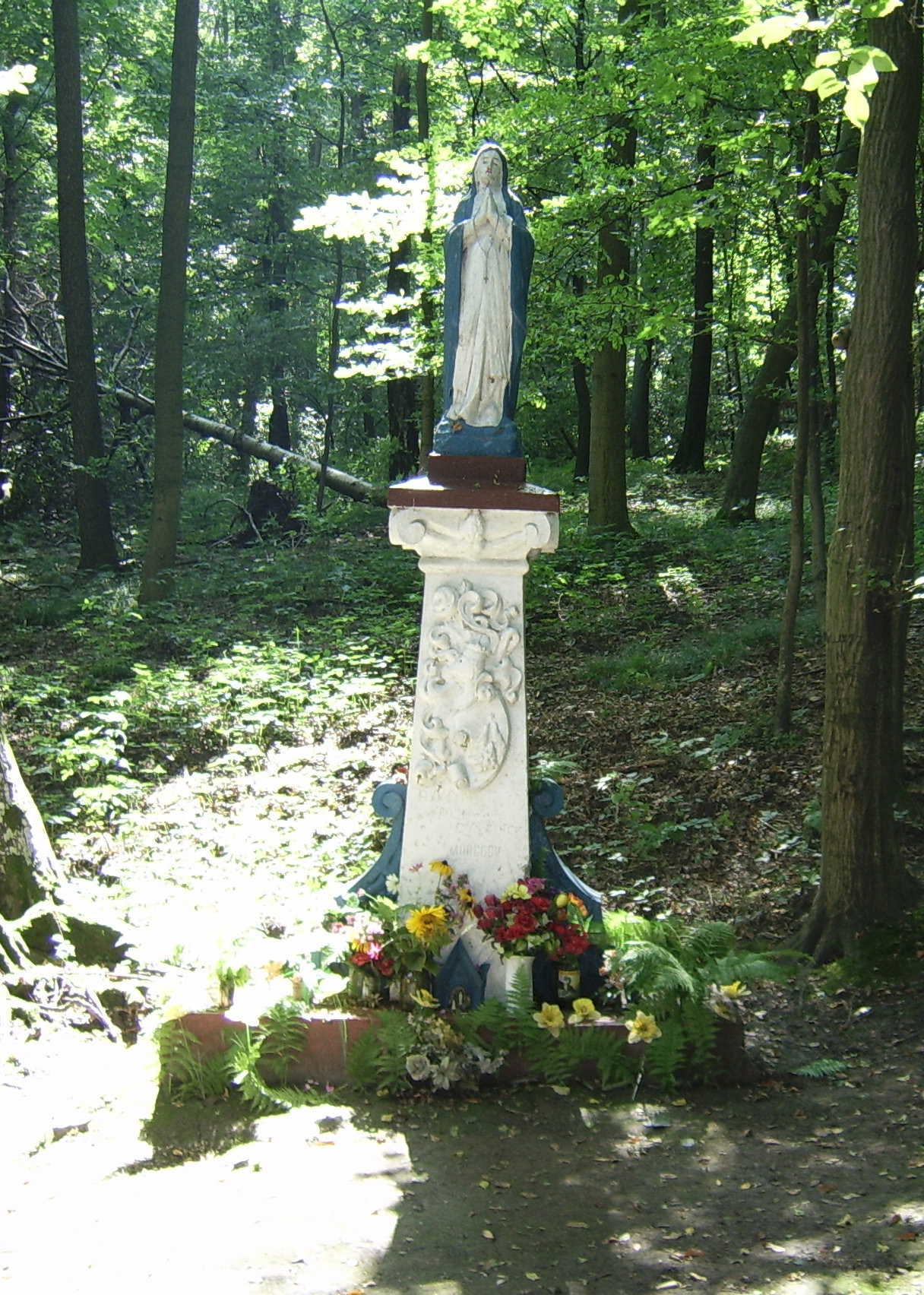
Figurka MB w lesie Ostrowskim z XIX w.
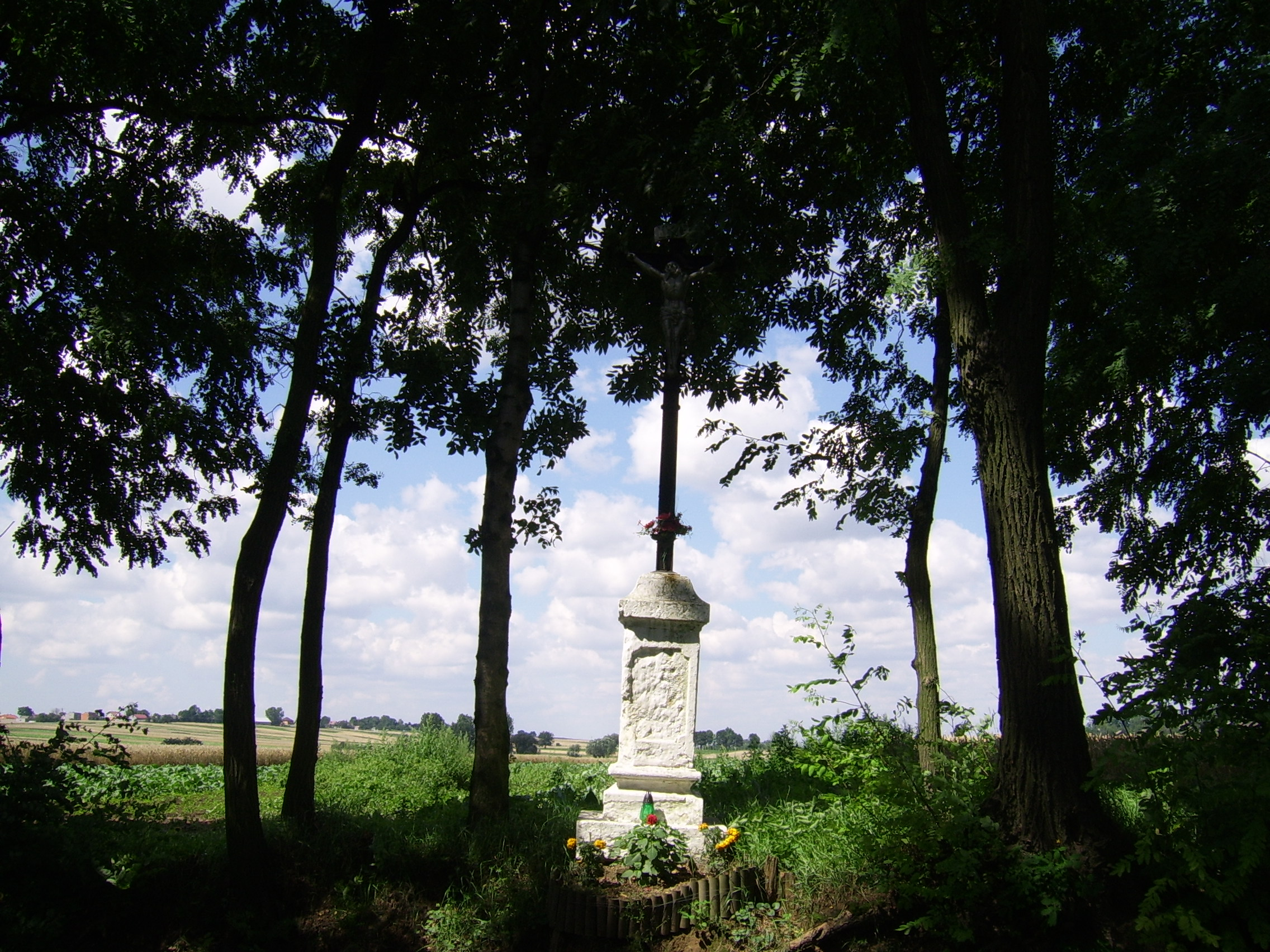
Krzyż z XIX w.
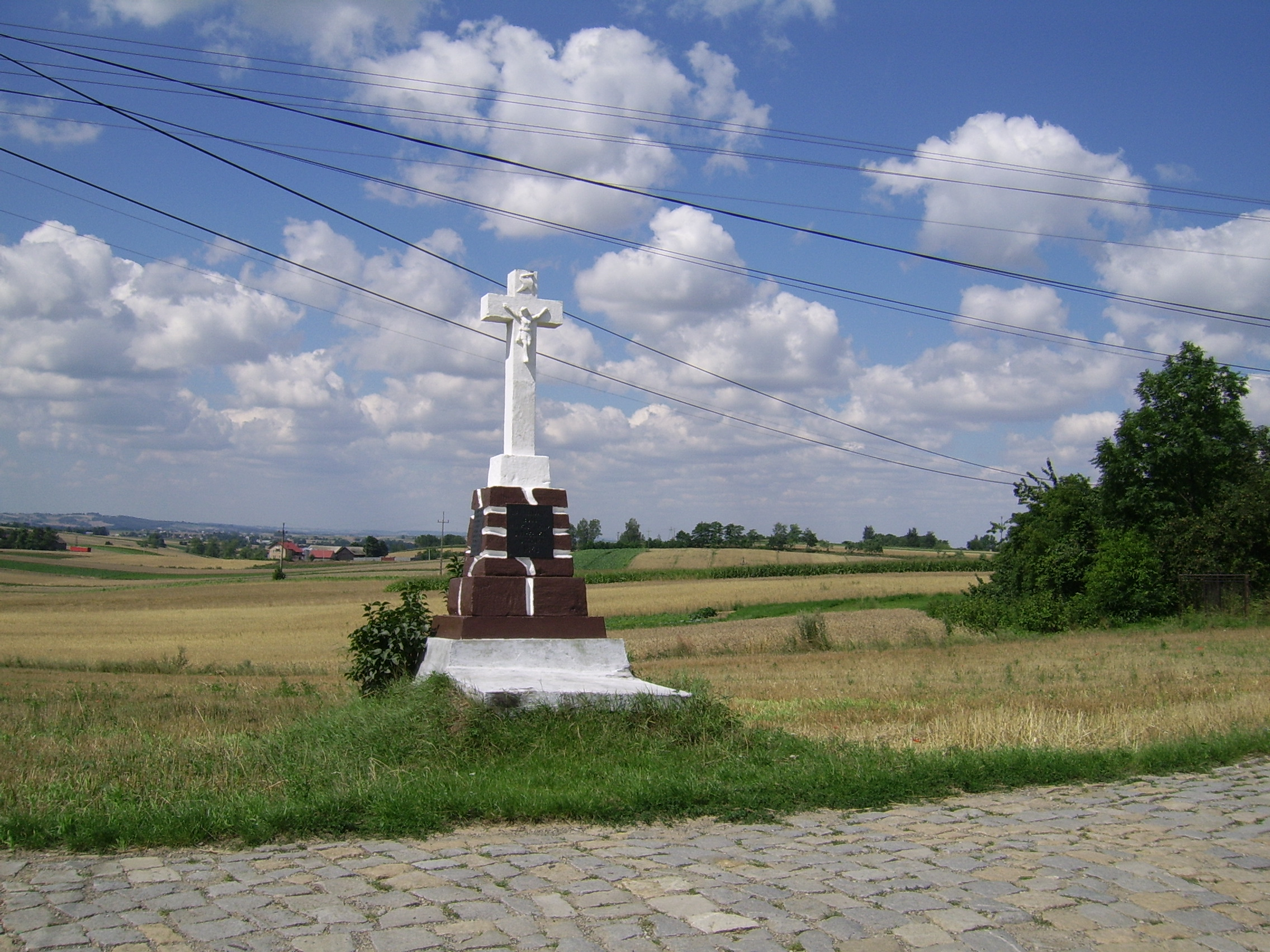
Krzyż kamienny z 1948 r.
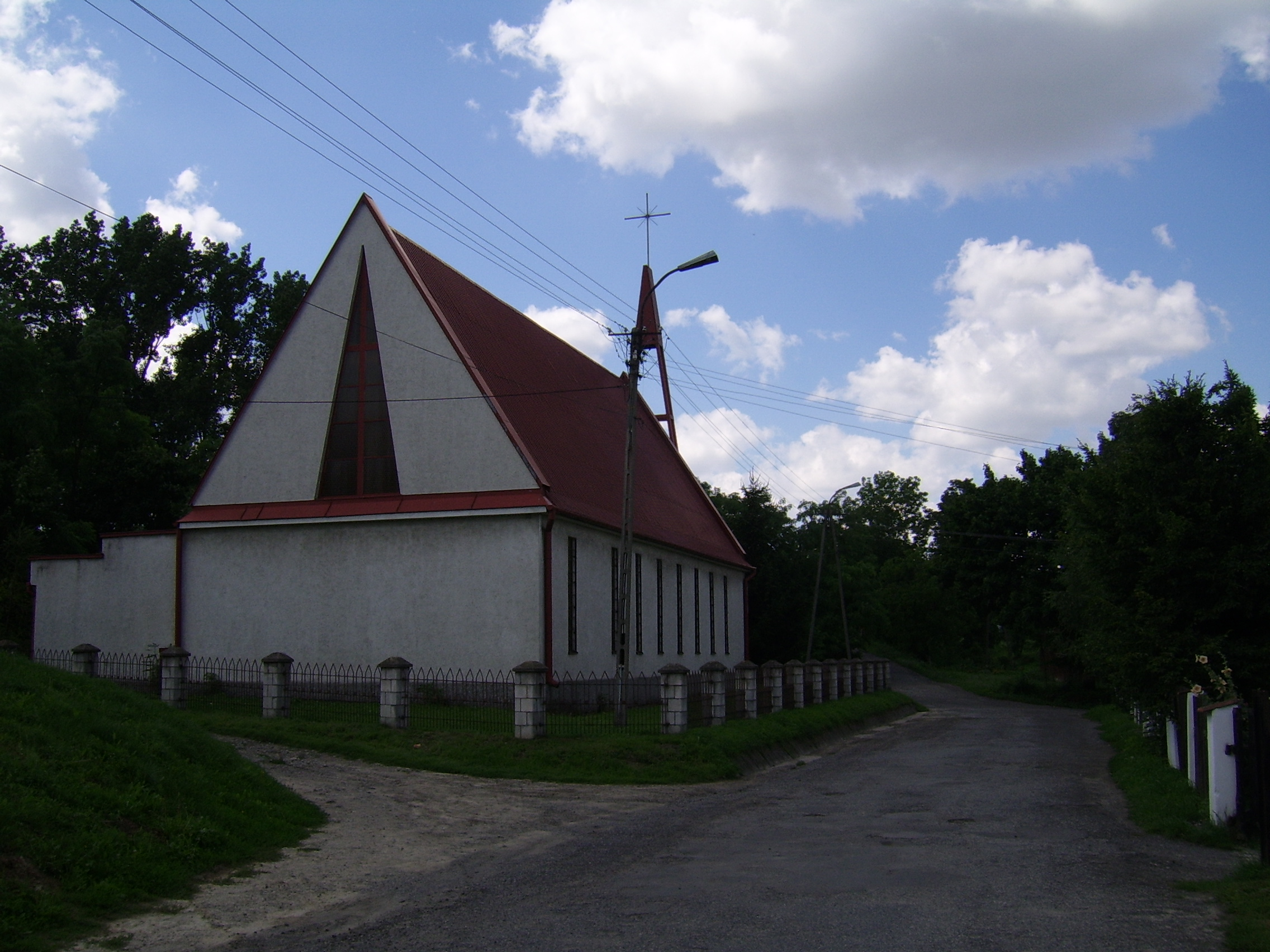
Kaplica pw. św. Ducha
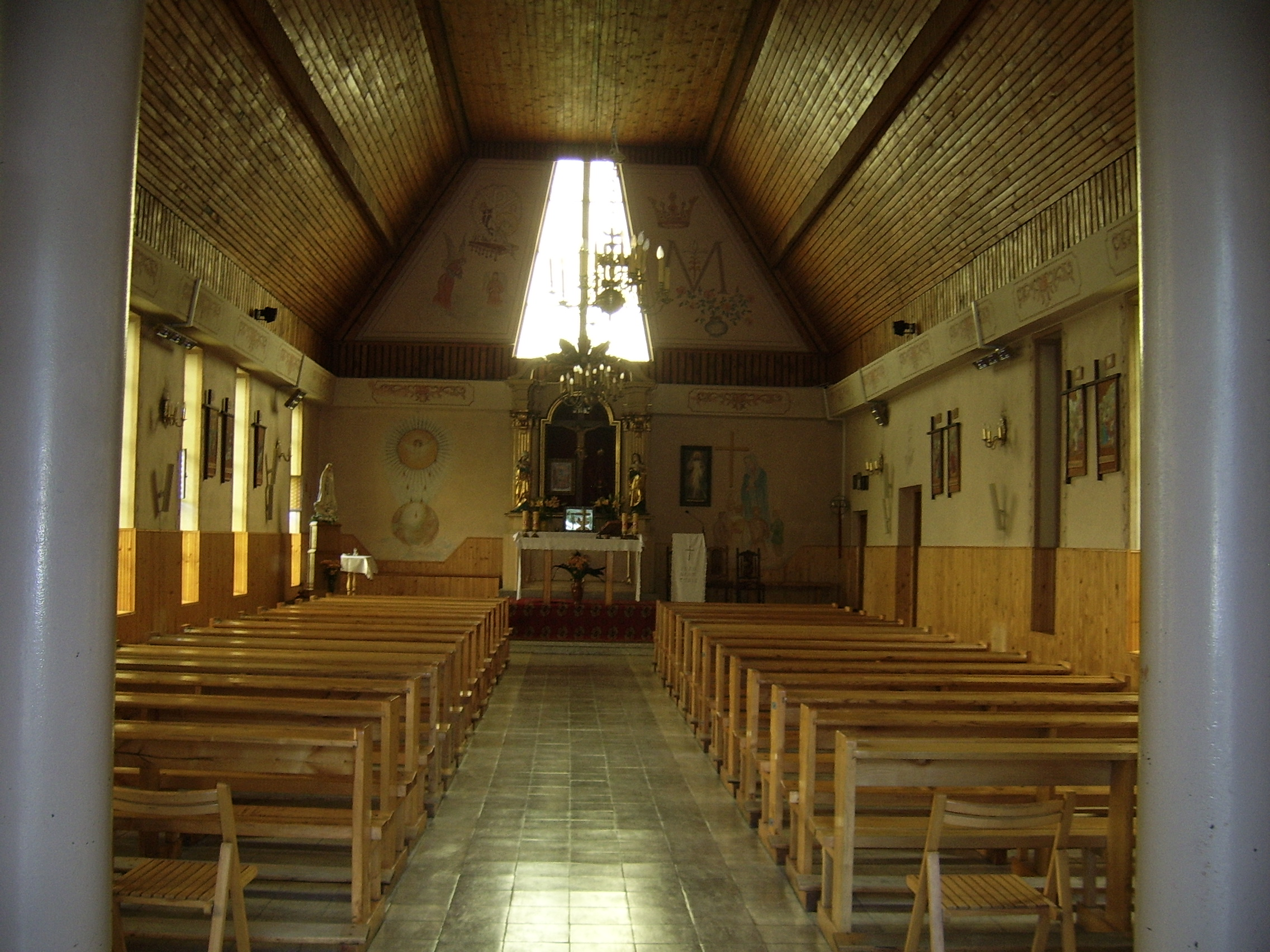
Kaplica pw. św. Ducha, wnętrze
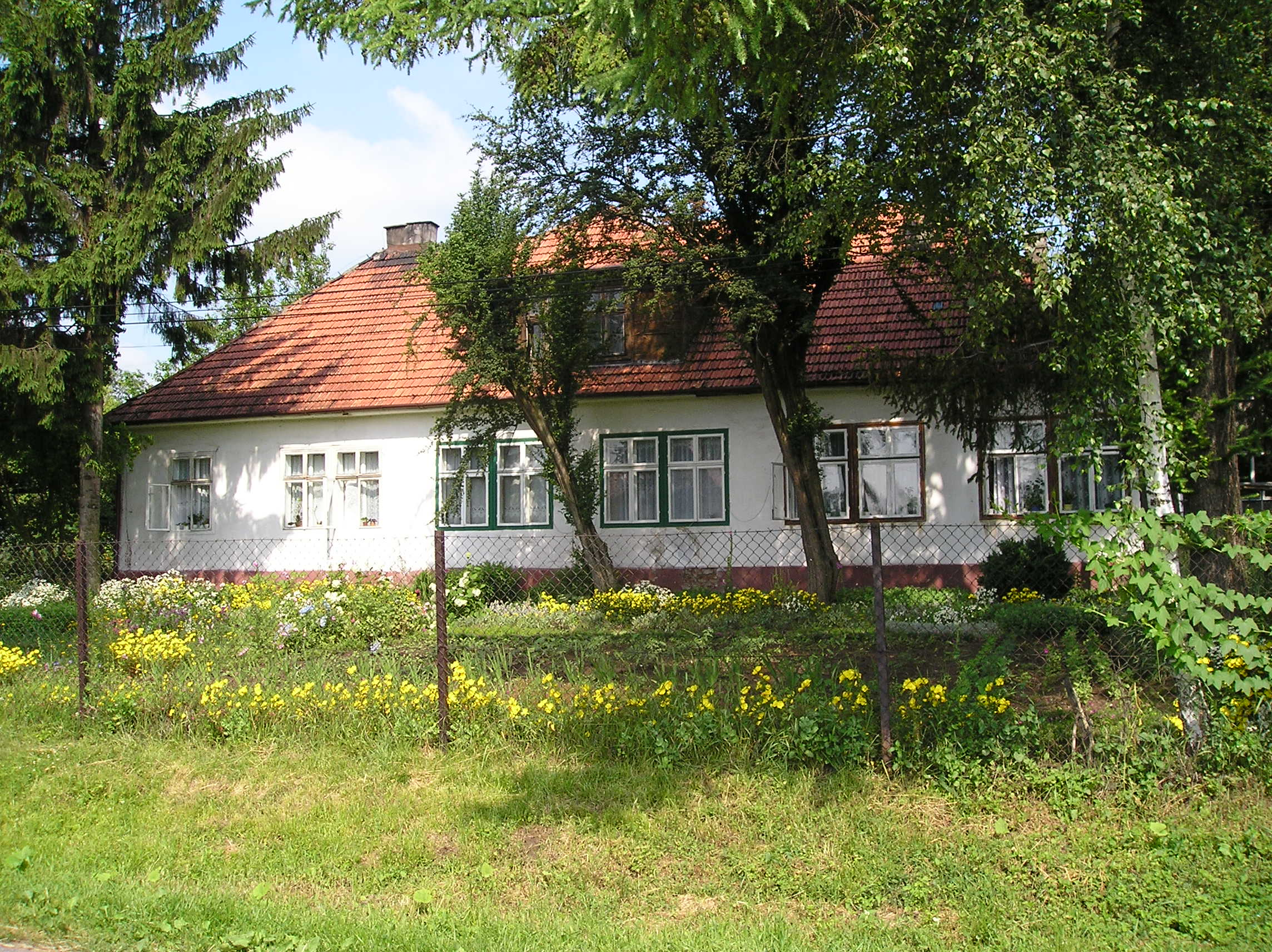
Dawna szkoła z 1935 r.
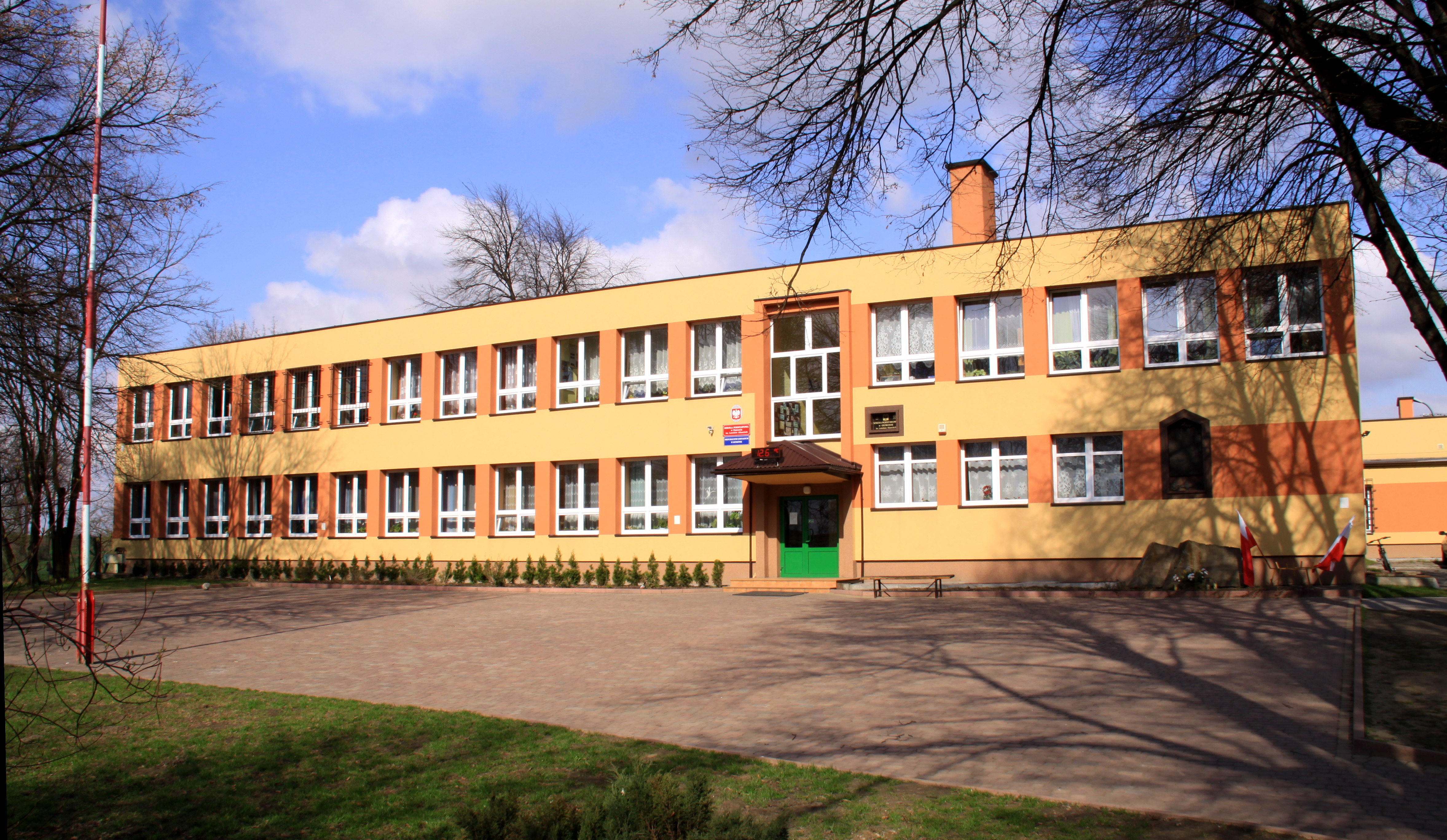
Szkoła Podstawowa i Gimnazjum im. Lotników Alianckich w Ostrowie
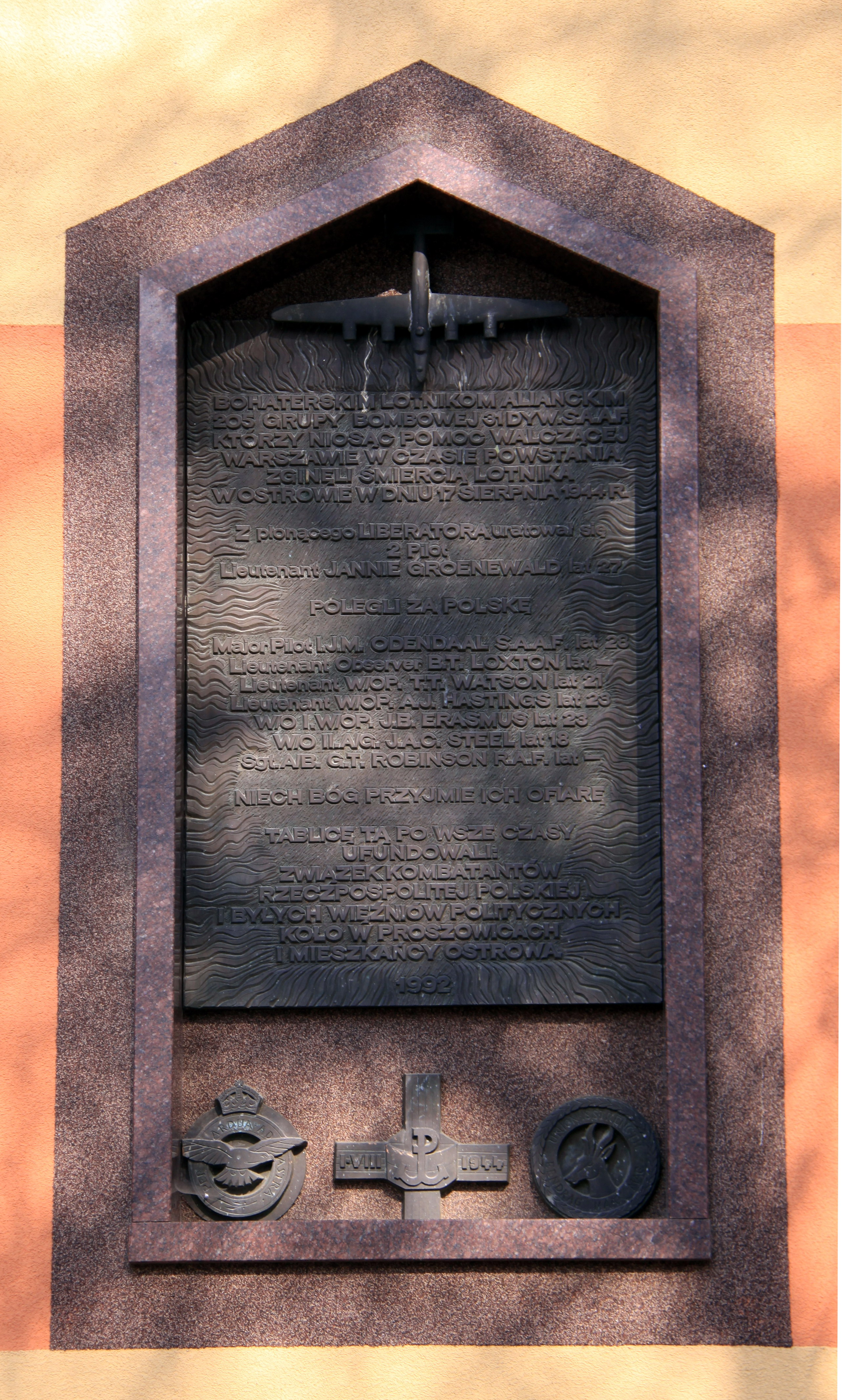
Tablica z 1992 r. upamiętniająca ofiarę Lotników Alianckich podczas II W.Ś
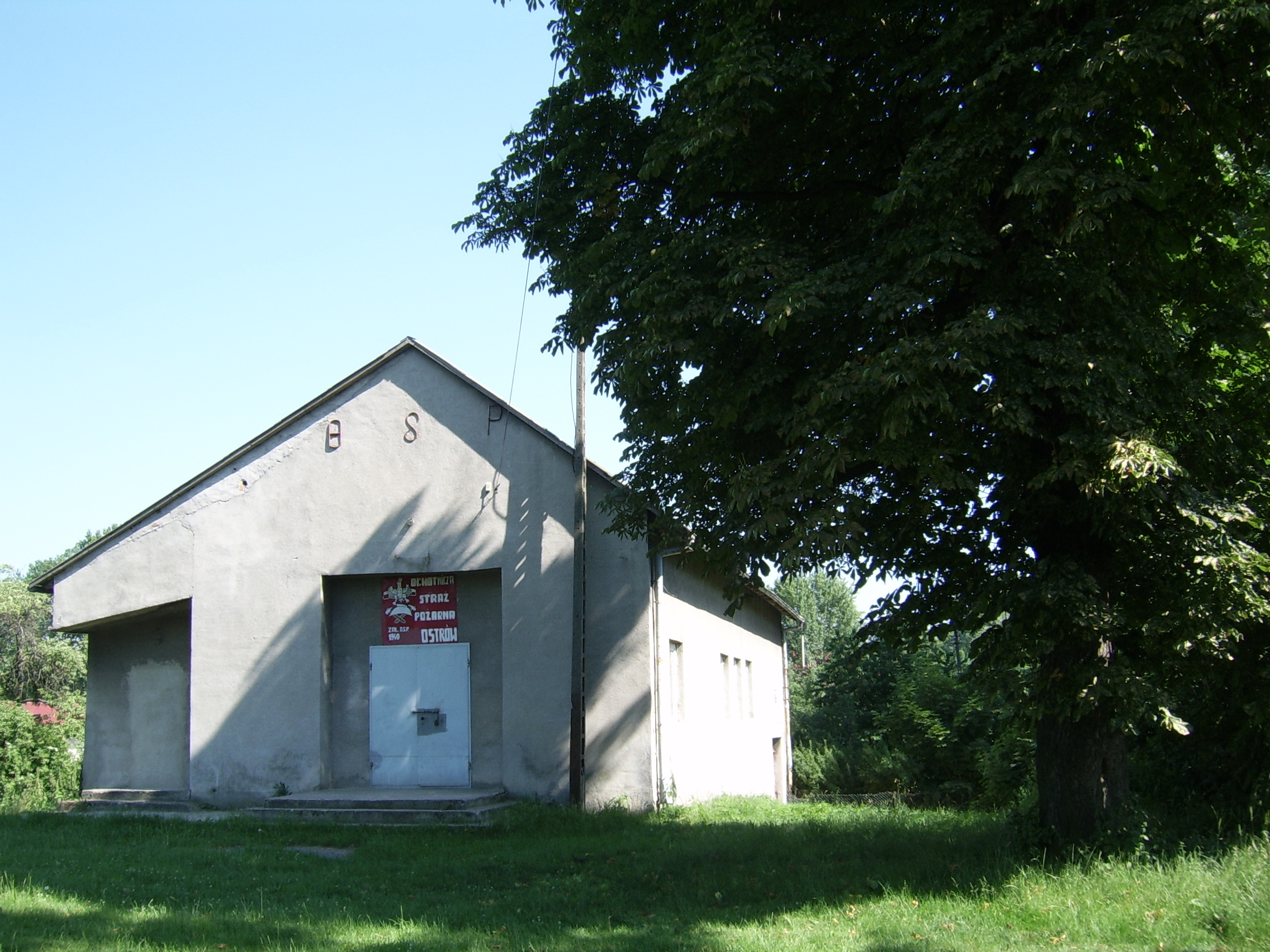
Park dawnego folwarku, remiza OSP